# Biggby Coffee
Biggby Coffee (pronuncia-se “big B”) é um franchising americano de cafetarias com sede em Lansing, Michigan, Estados Unidos. Foi fundada em 1995 na cidade de East Lansing, Michigan, por Bob Fish e Mary Roszel como Beaner's Coffee. No final da década de 1990, a empresa tinha três locais em Lansing e começou a expandir-se durante o século XXI através de franquias. Entre 2007 e 2008, a cadeia foi oficialmente rebatizada como Biggby Coffee devido a preocupações empresariais sobre o significado da palavra “beaner”; o nome Biggby derivava da letra B no logótipo da empresa. Em meados de 2024, a cadeia tinha mais de 390 estabelecimentos em todos os Estados Unidos.

## História
Os co-fundadores Bob Fish e Mary Roszel conheceram-se quando frequentavam cursos de hotelaria na Universidade do Estado do Michigan e trabalharam juntos pela primeira vez como gerentes de uma cadeia de restaurantes sediada em Lansing, Michigan, conhecida como Flap Jack. O primeiro local abriu em abril de 1995 na Grand River Avenue em East Lansing, Michigan, num edifício anteriormente ocupado por um Arby's. Devido ao sucesso do local inicial, Fish e Roszel abriram um segundo local no centro de Lansing, Michigan, em 1997. Um ano mais tarde, abriram também um escritório corporativo em Lansing, permitindo a venda de café a granel e a preparação de café.
Fish, Roszel e Michael McFall (que foi originalmente contratado por Roszel como barista na primeira loja) decidiram franchisar a empresa e fundaram a Global Orange Development, LLC em junho de 1998. Uma terceira loja abriu em agosto de 1999, também situada na Grand River Avenue, em East Lansing, cerca de 3,2 km a leste da primeira. Nos quatro anos seguintes, foram abertas mais nove lojas em todo o Michigan e Ohio.
No final de 2007, Fish anunciou que a cadeia passaria a chamar-se oficialmente Biggby Coffee em janeiro de 2008. Esta decisão foi tomada devido à preocupação com o fato de a palavra “beaner” ser um termo de calão depreciativo para os mexicanos. Os representantes da empresa realizaram uma pesquisa de marca durante um ano antes desta mudança e escolheram o nome Biggby Coffee devido ao “grande B” no logótipo da empresa.
Em agosto de 2012, Roszel reformou-se da empresa após 17 anos. Roszel foi introduzida pela sua Alma mater no Hall da Fama da Michigan State University School of Hospitality Business pelo seu sucesso com o Biggby Coffee.

## Prêmios e reconhecimento
Em setembro de 2011, a Biggby Coffee foi a cadeia de cafés com crescimento mais rápido nos Estados Unidos pela CNBC, que classificou a empresa em primeiro lugar com base na sua percentagem de crescimento em relação ao ano anterior.

## Crescimento
A Biggby Coffee tem mais de 390 lojas abertas em 13 estados: Michigan, Flórida, Kentucky, Illinois, Ohio, Geórgia, Tennessee, Virgínia, Carolina do Norte, Carolina do Sul, Wisconsin, Idaho e Indiana.
Em julho de 2011, a empresa lançou oficialmente uma “nova pegada de loja” que reduziu o custo de abertura de um local de franquia em cerca de 40 por cento.